# Rubén Sánchez León
Pour les articles homonymes, voir Sánchez et León.
Rubén Sánchez León, né le 21 août 1973 à Mexicali en Basse-Californie, est un boxeur mexicain ayant remporté le titre de champion du monde des poids mouches WBO.

## Carrière professionnelle
Passé professionnel en 1992, Rubén remporte la ceinture mineure WBB (World Boxing Board) des poids mouches en battant le vétéran Jose Alfredo Jimenez. Il remporte également le titre WBA Fedecentro des poids mouches après un combat en douze rounds face à Miguel Martinez.
Le 14 août 1998, Sánchez León remporte le titre WBO de la catégorie en battant l’Argentin Carlos Gabriel Salazar par KO technique au huitième round à Mexicali. Il bat ensuite Salvatore Fanni puis perd sa ceinture face à l'Espagnol Jose Lopez Bueno le 23 avril 1999. Il met un terme à sa carrière en 2013 sur un bilan de 33 victoires, 17 défaites et 1 match nul.